# BMW R75

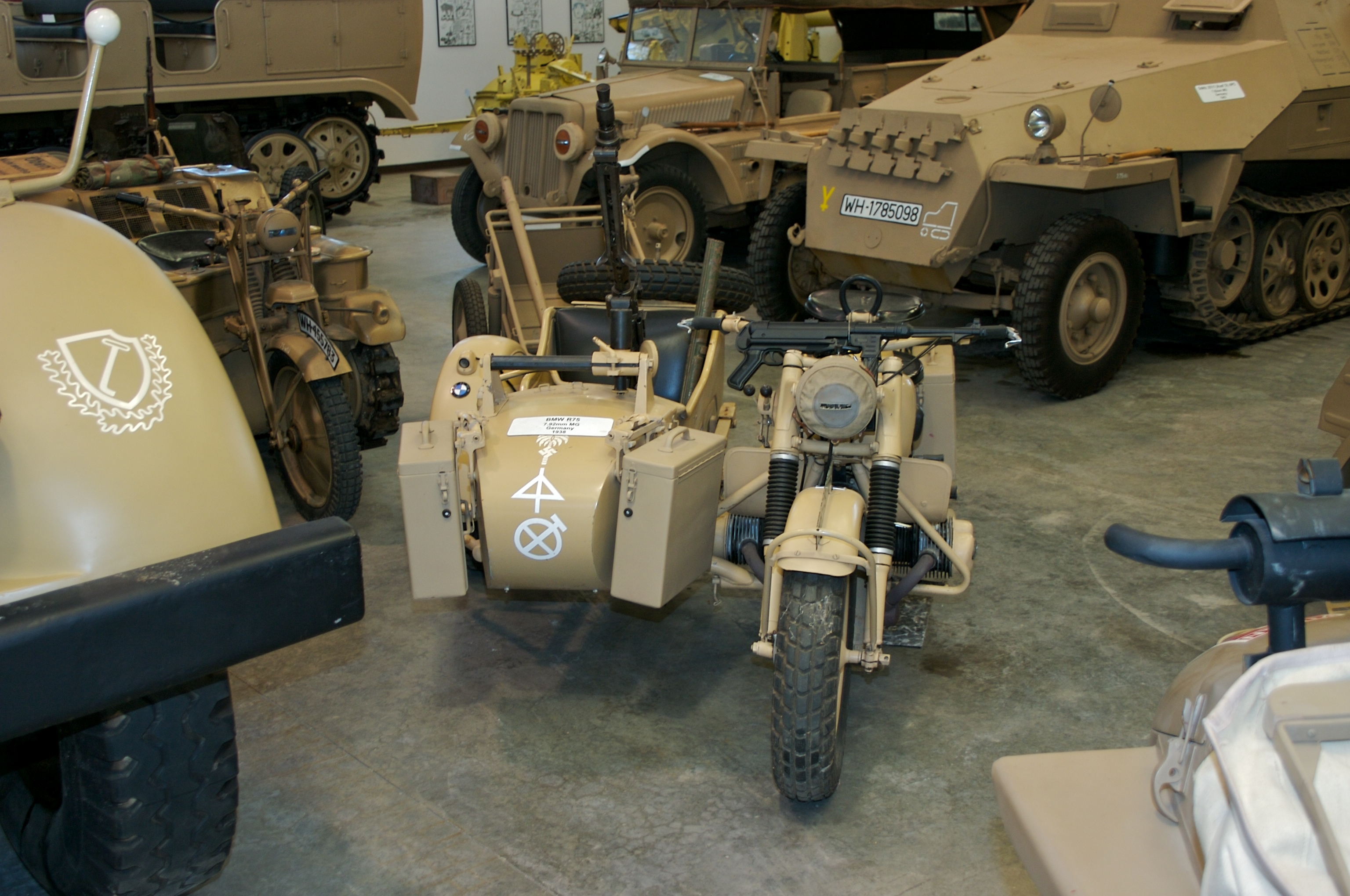
BMW R75.

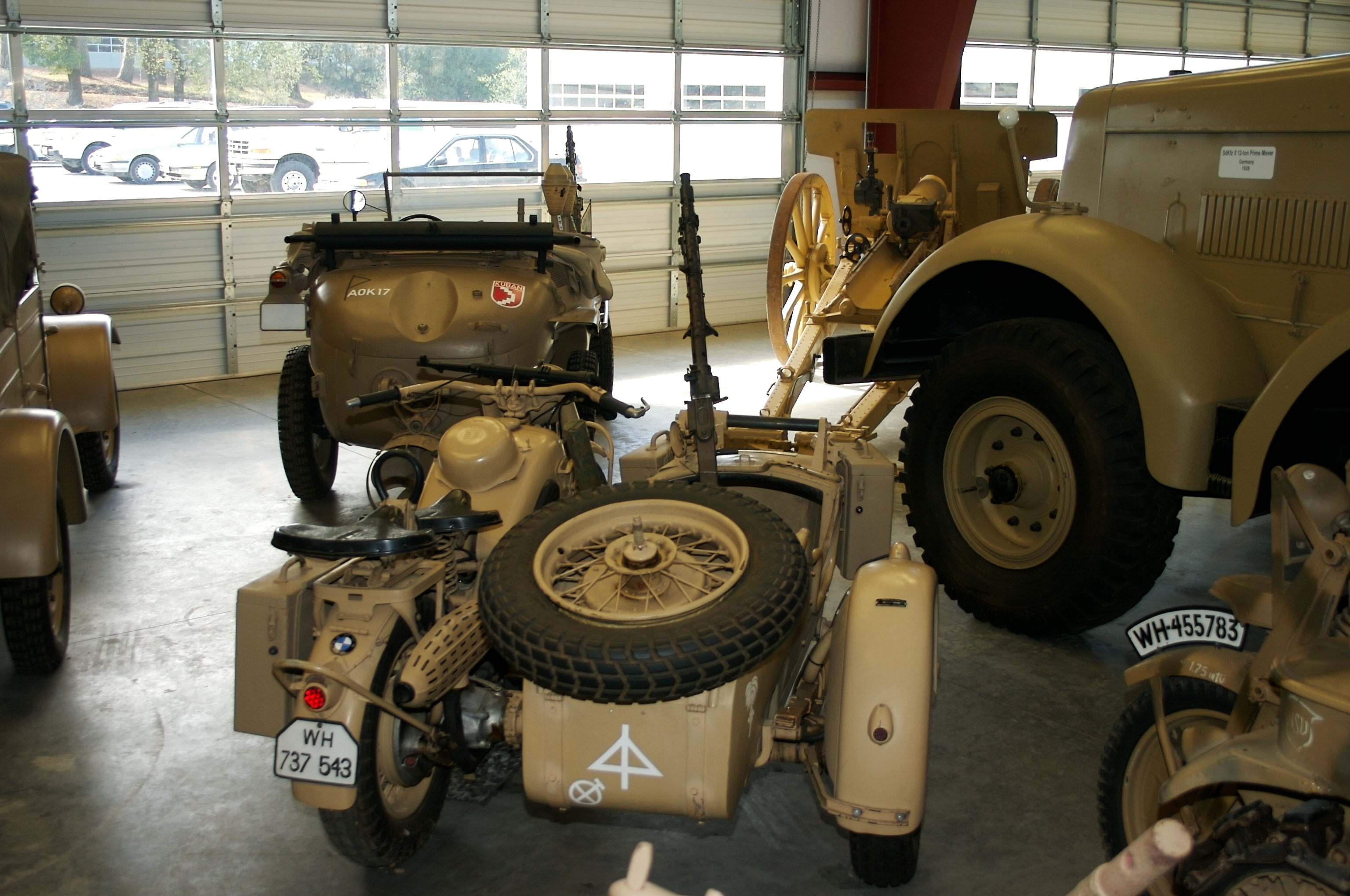
BMW R75 (parte trasera).

La BMW R75 fue una combinación de motocicleta y sidecar producida por la compañía alemana BMW durante la Segunda Guerra Mundial.
La BMW ya producía un gran número de motocicletas populares y altamente efectivas, y desarrolló la R75 en respuesta a la petición del Ejército alemán de una máquina de mayor capacidad todoterreno. Entonces la BMW desarrolló una máquina técnicamente avanzada en la que la tercera rueda situada en el sidecar estaba conectada por un eje a la rueda trasera de la motocicleta convirtiéndola a efectos prácticos en un triciclo. Dotada de un diferencial blocante y cambio regulable de la posición de carretera a la de todoterreno, para aplicar distinta relación de marcha. La R75 era muy maniobrable y capaz sobre la mayoría de las superficies. Incluso disponía de marcha atrás.
La BMW R75 y su rival la Zündapp KS 750 fueron ambas ampliamente usadas por la Wehrmacht en el Frente del Este y en la campaña del norte de África, aunque tras un periodo de evaluación resultó muy claro que la Zündapp era una máquina superior. En agosto de 1942 ambos modelos, en pro de la estandarización entre ambas máquinas, convergieron en un modelo híbrido Zündapp-BMW (designado BW 43) en el que el sidecar de la BMW 286/1 se acopló a la Zündapp KS 750. De este modo BMW y Zündapp comenzaron a focalizar su producción en este modelo, llegando a las 20.000 unidades anuales.